# Lough Derg (Donegal)
Der Lough Derg (irisch Loch Dearg [ɫɔx dʲaɾəg], deutsch „Roter See“) ist ein See im irischen County Donegal in der Provinz Ulster, in der Nähe der Grenze zu Nordirland. 
Es gibt in Irland weitere Seen mit diesem Namen. Ein See gleichen Namens befindet sich im Verlauf des Shannon.

## Geografie
Der See mit einer Fläche von etwa 888 Hektar befindet sich rund sechs Kilometer nördlich des Grenzdorfes Pettigo.

## Wallfahrtsort

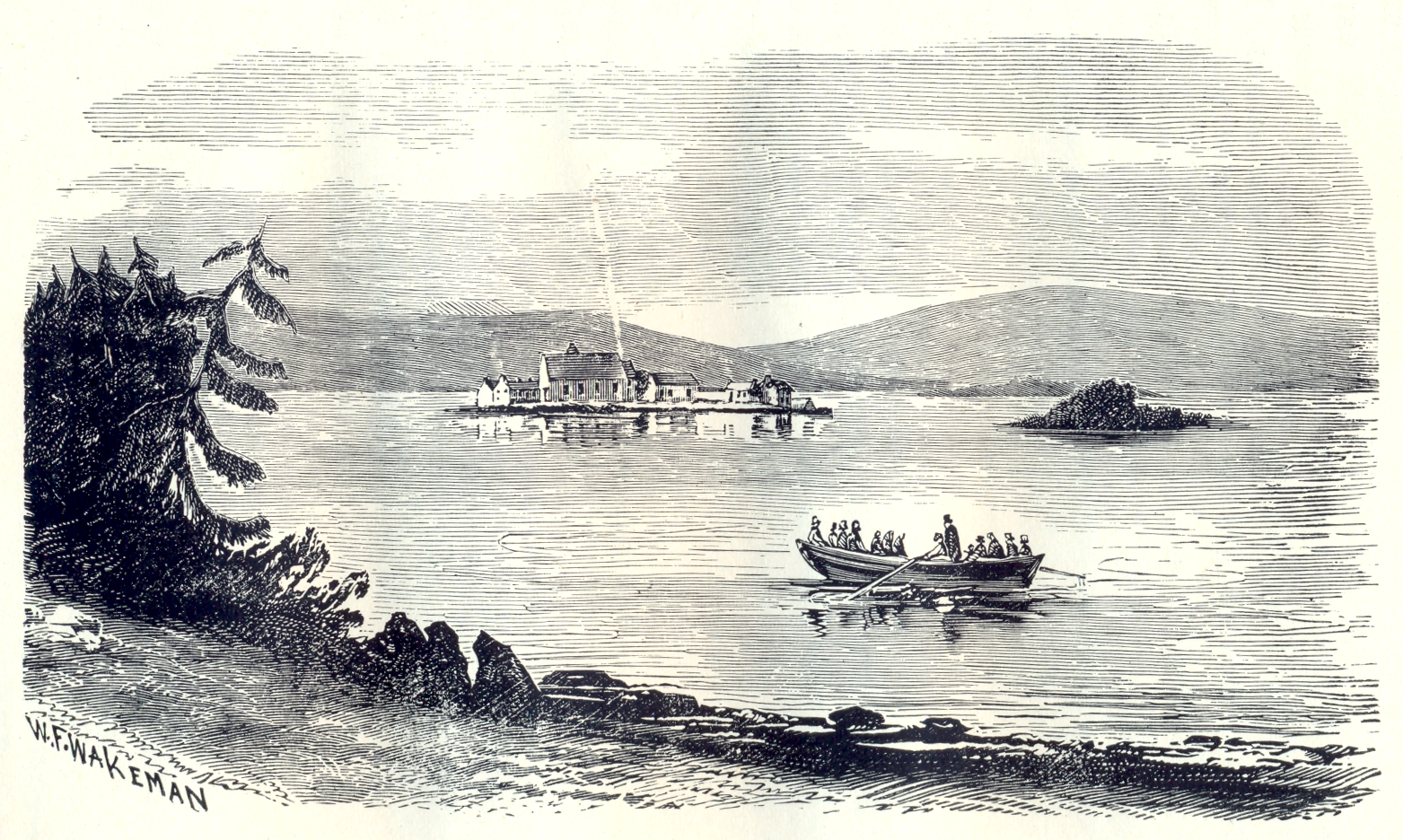
Zeichnung von Pilgern auf dem Lough von W. F. Wakeman

Im Lough Derg liegen mehrere Inseln; auf Saints Island (Oileán na Naomh) befand sich im Mittelalter ein Kloster. Auf Station Island (Inis an Turais), befindet sich das Purgatorium des heiligen Patrick, ein alter Wallfahrtsort, der jährlich etwa 35.000 Pilger anzieht. Die Wallfahrt gilt als eine der härtesten der Welt, weil die Pilger während drei Tagen nicht schlafen und sich in dieser Zeit auf der ganzen Insel nur barfuß fortbewegen, was im oft kalten irischen Norden eine große körperliche Strapaze darstellen kann. Woher die Pilgerregel kommt und wer sie aufgestellt hat, ist nicht mehr nachvollziehbar.

## Vogelschutzgebiet
Der See ist ein ausgewiesenes Vogelschutzgebiet.